# Antispinozismo
L'antispinozismo fu una corrente filosofica caratterizzata da una serie di critiche che, soprattutto in Germania, ad iniziare dal secolo XVIII, attaccarono l'opera di Spinoza. L'ostilità a Spinoza era costituita in gran parte da generiche accuse di ateismo basate più su motivazioni d'ordine extra filosofico che su un'accurata lettura e un'approfondita analisi dei testi spinoziani.

## Le accuse di ateismo e fatalismo
Così ad esempio si esprimeva, mescolando accuse di ateismo, fatalismo e panteismo, che ritroviamo negli stereotipi della polemica antispinoziana, il personaggio di Filolao, interlocutore nel dialogo Gott. Einige Gespräche (1787) di Johann Gottfried Herder:
L'opera di Spinoza si diffuse del resto con una certa difficoltà proprio a causa delle immediate censure che colpirono in Germania il Tractatus theologicus politicus che tradotto cominciò a circolare, anche clandestinamente, solo dal 1787, mentre l'Ethica nel 1677 poteva essere letta solo nella lingua originale e solo alcuni estratti dell'opera entrarono nella rete clandestina francese del XVIII secolo.
In Italia un giudizio antispinozista di parte cattolica fu espresso dall'ecclesiastico letterato Giovanni Cristoforo Battelli nella sua «censura ecclesiastica» del 1707. L'arcivescovo Battelli si riferiva a un testo del teologo protestante Christian Kortholt che nel titolo del suo De tribus impostoribus magnis liber (1701) riprendeva quello del mitico De tribus impostoribus di tradizione medioevale, ma indicava come empi non più Gesù, Mosè e Maometto, ma i tre filosofi moderni Edward Herbert di Cherbury, Thomas Hobbes e Spinoza. 
(ACDF, Index, Protocolli, V3, cc. 507 r.-512 v.: 507 r. - v.)
Battelli concordava dunque con Kortholt nel ritenere il più empio (deterior et magis impius) dei tre proprio Spinoza che assieme a Lucrezio, a Hobbes e ai libertini continuerà ad avere fama di assertore di tesi atee nel Traité de trois imposteurs (altresì noto come La Vie et l'esprit de M. Benoit de Spinoza) di Jean Lucas, pubblicato nel 1719.

## L'antispinozismo europeo
Una vasta diffusione si ebbe dunque in Europa dell'antispinozismo tanto che nel 1710 poteva essere consultato a Lipsia un accurato Catalogus scriptorum Anti-Spinozianorum; nel 1759 Johann Trinius (1722–1784) enumerava nel suo Freydenkerlexicon (Dizionario dei liberi pensatori) 129 nemici di Spinoza.

### Henry More
Invero, già da molto tempo prima, tra il 1675 e il 1679 Henry More nelle sue Opera Omnia scritte in latino per una più ampia diffusione in Europa, aveva confutato l'Ethica spinoziana accusandola di manifesto ateismo. In particolare il filosofo inglese contestava l'impostazione matematica dell'Ethica che rendeva problematica la distinzione tra la sostanza e i modi inserendo il tutto in un sistema materialistico dove la natura di Dio come pensiero, provvidenza e perfezione perdeva ogni aspetto spirituale assumendo un generico valore matematico.

### Bayle
Ad accrescere la fama di Spinoza come ateo pernicioso contribuì soprattutto la voce "Spinoza" del Dictionnaire historique et critique (1697) di Pierre Bayle, ristampato in olandese nel 1699, e che ebbe grande diffusione anche negli ambienti culturali tedeschi che già avevano condiviso le tesi del De tribus impostoribus magnis liber (1680) di C. Kortholt, e del successivo De duobus Impostoribus (1694) di F.E. Kettner.
Nonostante le critiche allo Spinoza "ateo sistematico" Bayle però riconosceva l'onestà intellettuale e la rettitudine morale del filosofo olandese:
Un merito morale questo che secondo Bayle si aggiungeva a quello filosofico della dottrina spinoziana che si rivelava pienamente inserita nel solco del pensiero tradizionale occidentale e orientale e che presentava una sua originalità per aver concepito l'ateismo come una dottrina coerente e concatenata alla maniera dei matematici.

### Leibniz
Nell'ottobre del 1676 Leibniz si incontrò all'Aja con Spinoza e dialogò per alcuni giorni con lui sul problema dell'esistenza dell'Essere perfettissimo. Leibniz rimproverava al filosofo olandese la teoria della coincidenza tra reale e possibile che eliminava ogni libera scelta arrivando così a concepire una divinità sottoposta a un universale determinismo. Anche il filosofo tedesco si rifaceva alle generiche accuse nei confronti di Spinoza di oscurità, paralogismo e di ateismo come conseguenza della negazione della provvidenza e di un Dio personale. Il fatalismo spinoziano infine, secondo Leibniz, era affine a quello pagano che negando la libertà e la responsabilità individuale delle proprie azioni portava inevitabilmente all'eliminazione della morale.

### Wolff
Critica più attenta e approfondita della metafisica spinoziana fu quella condotta da Christian Wolff nella sua Theologia naturalis methodo scientifico pertracta (1737). Wolff rilevava nell'attribuzione della estensione alla sostanza divina un evidente materialismo e in genere approdava anche lui alle tradizionali accuse di acosmismo, fatalismo e ateismo.